# Ana Luísa Amaral
Ana Luísa Amaral (Lisboa, 5 d'abril de 1956) és una poeta i traductora portuguesa.

## Trajectòria
Ana Luísa Amaral va estudiar filologia germànica a la Facultat de Lletres de la Universitat de Porto i el 1985 es va presentar a les proves d'aptitud pedagògica i científica en l'especialitat de literatura anglesa. Es va doctorar en literatura nord-americana l'any 1996, amb una tesi sobre l'escriptora Emily Dickinson.
Professora de literatura i cultura angleses i americanes de la Facultat de Lletres de la Universitat de Porto, ha escrit en publicacions acadèmiques sobre poesia anglesa i americana, poesia comparada i estudis feministes. Igualment, és investigadora sènior i codirectora de l'Institut de Literatura Comparada Margarida Losa.
És coautora, amb Ana Gabriela Macedo, del Dicionário de crítica feminista (Afrontamento, 2005) i responsable de l'edició comentada de Novas cartas portuguesas (1972) de Maria Isabel Barreno, Maria Teresa Horta i Maria Velho da Costa (Dom Quixot, 2010). Igualment, és coordinadora del projecte internacional Novas cartas portuguesas 40 anos depois, finançat per la FCT, que implica deu països i més de seixanta investigadors. És editora de diversos llibres acadèmics, com ara Novas cartas portuguesas entre Portugal e o mundo (amb Marinela Freitas, Dom Quixot, 2014).
La seva obra poètica s'ha traduït a diferents idiomes i s'ha publicat en diversos estats europeus i d'Amèrica del Sud. En destaquen els llibres Minha senhora de quê (1999), Coisas de partir (1993), Às vezes o paraíso (2000), Imágenes (2000), A génese do amor (2005), Entre dois rios e outras noites (2008), Escuro (2014), E Todavia (2015) i What's in a name (2017), entre d'altres. Ha traduït autors com William Shakespeare, Louise Glück, John Updike o Emily Dickinson.
S'han representat diverses obres de teatre al voltant de la seva obra, com ara O olhar diagonal das coisas, A história da aranha Leopoldina, Próspero morreu o Como tu.

## Premis i reconeixements
L'any 2007 va obtenir el Premi Giuseppe Acerbi i el 2008 el seu llibre Entre dois rios e outras noites va guanyar el Gran Premi de l'Associació d'Escriptors Portuguesos.
El 2021 va rebre el premi dels llibreters de Madrid al millor llibre de poesia de l'any pel poemari What’s in a name, el premi Leteo de León per la seva trajectòria, el Vergílio Ferreira que concedeix la Universitat d'Évora i el Premi Reina Sofía de Poesía Iberoamericana.
També ha obtingut el premi literari Corrientes de Escritura, el Premi de poesia Fondazione Roma i el Premi PEN de narrativa.
Ana Luísa Amaral és considerada una pionera en els estudis de gènere a Portugal, així com una de les principals veus de la poesia portuguesa de les darreres dècades, junt amb Ana Marques Gastâo, Ana Paula Inácio, Carlos Saraiva Pinto, Daniel Faria, Fernando Pinto do Amaral, Jorge Melicias, José Tolentino Mendonça, Luis Quintais, Manel Gusmâo, Maria do Rosário Pedreira, Paulo José Miranda, Pedro Mexia, Rui Coias, Rui Pires Cabral, Valter Hugo Mâe, Vasco Ferreira Campos o Vasco Gato.

## Obres
És autora dels llibres:
Poesia
- Minha senhora de quê, Fora do Texto, 1990; re., Quetzal, 1999
- Coisas de partir, Fora do Texto, 1993; re., Gótica, 2001
- Epopeias, Fora do Texto, 1994
- E muitos os caminhos, Poetas de Letras, 1995
- Às vezes o paraíso, Quetzal, 1998; re. 2000.
- Imagens, Campo das Letras, 2000
- Imagias, Gótica, 2002
- A arte de ser tigre, Gótica, 2003
- Poesia Reunida 1990-2005, Quasi, 2005
- A génese do amor, Campo das Letras, 2005; 2a edició, 2006
- Entre dois rios e outras noites, Campo das Letras, 2008
- Se fosse um intervalo, Dom Quixote, 2009
- Inversos, Poesia 1990-2010, Dom Quixote, 2010
- Vozes, Dom Quixote, 2011; 2a edició 2012; 3a edició 2015
- Escuro, Assírio & Alvim, 2014
- E Todavia, Assírio & Alvim, 2015
- Mundo, Assírio & Alvim, 2021; Món. Traducció de Núria Busquet i Molist; pròleg d'Antonio Sáez Delgado; Palma: Lleonard Muntaner, 2024. Col. «LaFosca».

Teatre
- Próspero Morreu, Caminho, 2011

Ficció
- Ara, Sextante, 2013

Literatura infantil
- Gaspar, o Dedo Diferente e Outras Histórias, (ilust. Elsa Navarro), Campo das Letras, 1999
- A História da Aranha Leopoldina, (ilust. Elsa Navarro), Campo das Letras, 2000
- A Relíquia, basat en una novel·la d'Eça de Queiroz, Quasi, 2008
- Auto de Mofina Mendes, basat en una obra de Gil Vicente, Quasi, 2008
- A História da Aranha Leopoldina, (ilust. Raquel Pinheiro), Civilização, Porto, 2010 (edició revisada, amb CD. Música de Clara Ghimel i Nuno Aragão, cantada per Rosa Quiroga, Nuno Aragão i Sissa Afonso)
- Gaspar, o Dedo Diferente, (ilust. Abigail Ascenso), Civilização, 2011 (edició revisada)
- A Tempestade, (ilust. Marta Madureira), Quidnovi 201
- Como Tu, (ilust. Elsa Navarro), Quidnovi, 2012 (amb CD - audiollibres i cançons, música d'Antonio Pinho Vargas, piano d'Álvaro Teixeira Lopes, veus de Pedro Lamares, Rute Pimenta i Ana Luísa Amaral

Traduccions
- Xanana Gusmão, Mar Meu/My Sea of Timor, traduït conjuntament amb Kristy Sword (Granito, 1998)
- Eunice de Souza, Poemas Escolhidos (Cotovia, 2001)
- John Updike, Ponto Último e Outros Poemas (Civilização, 2009)
- Emily Dickinson, Cem Poemas (Relógio D'Água, 2010)
- Emily Dickinson, Duzentos Poemas, Relógio d'Água, 2015
- Patricia Highsmith, Carol, Relógio d'Água, 2015
- William Shakespeare, 30 Sonetos, Relógio d'Água, 2015 (forthcoming)